# Таранакі (вулкан)
Таранакі, або Еґмонт (англ. Egmont, маор. Taranaki) — активний стратовулкан, входить до Тикоокеанського вогняного кільця. Це оточена рівниною самотня гора висотою 2518 м н.р.м.. Розташований у західній частині Північного острова Нової Зеландії, в регіоні Таранакі. 1900 року навколо вулкана та його відрогів було утворено Національний парк Еґмонт.

## Назва
Маорі впродовж століть називають вулкан «Таранакі», від маор. tara — «гірський пік» і naki, котре, імовірно, походить від ngaki — «сяяння».
Серед європейців першим відкрив вершину Джеймс Кук. 11 січня 1770 року він назвав її горою Еґмонта (англ. Mount Egmont) на честь Джона Персеваля, другого графа Еґмонта, котрий за кілька років до того (з 1763 по 1766) був Першим лордом Адміралтейства Великої Британії та підтримав Кука в організації його першої експедиції.